# Мухамас
Мухама́с (араб. п'ятірний) — строфічна форма в поезії народів Близького та Середнього Сходу і Середньої Азії, що складається із п'яти рядків за схемою ааааа ввввв і т. д.
Мухамас використовувався переважно у поезіях елегійного ґатунку. Приклад мухамаса з вірша «Ранковому вітрові» туркменського поета 18 ст. Махтум-Кулі, де всі рядки охоплені моноримою та редифом «скажи»:
Вітре, ранковий вітре! Годить тобі я стану! Скажи
Братові, що в полоні: в розлуці в'яну. Скажи
Тим очам, перетвореним в болісну рану. Скажи
Красі його гордій, тополиному стану скажи;
Метеликові, що без крил, бідному хану скажи.